# Molophilus sericatus
Molophilus sericatus är en tvåvingeart som beskrevs av Alexander 1924. Molophilus sericatus ingår i släktet Molophilus och familjen småharkrankar. Inga underarter finns listade i Catalogue of Life.